# Караманлис, Костас
Ко́стас Караманли́с (полное имя Константи́нос Алекса́ндру Караманли́с, греч. Κωνσταντίνος Αλεξάνδρου Καραμανλής, род. 14 сентября 1956, Афины, Греция) — греческий политический деятель, депутат парламента Греции, премьер-министр Греции с марта 2004 по октябрь 2009 года. С 2004 по 2006 год также был министром культуры и спорта Греции, курировал проведение летних Олимпийских игр в Афинах в 2004 году. Его экономические реформы неоднократно подвергались критике, а в конце 2008 года привели к массовым протестам. Является членом политической династии, племянником Константиноса Караманлиса — видного политического деятеля Греции, неоднократно занимавшего пост премьер-министра и президента этой страны. Лидер партии «Новая демократия». Самый молодой в истории глава правительства Греции.

## Биография
Константинос «Костас» Александру Караманлис (Konstantinos «Kostas» Alexandrou Karamanlis) родился 14 сентября 1956 года в Афинах. Национальность — караманлид. Его отец Алекос был родным братом Константиноса Караманлиса, который неоднократно занимал пост президента и премьер-министра Греции во второй половине XX века и был основателем консервативной партии «Новая демократия».
Караманлис учился в экспериментальной афинской школе, увлекался футболом. Он поступил на юридический факультет Афинского университета, который окончил в 1979 году. Также были сведения, что с 1977 по 1979 год Караманлис служил в греческой армии. C 1980 по 1984 год Караманлис обучался в магистратуре и аспирантуре Флетчеровской школы права и дипломатии Университета Тафтса (Fletcher School of Law and Diplomacy, Tufts University) в США, где получил степень магистра по политологи и экономике и докторскую степень по истории дипломатии.
Ещё в студенческие годы Караманлис стал функционером консервативной партии «Новая демократия». В период с 1974 по 1979 год он был активным деятелем молодёжного крыла «Новой демократии» и избирался его лидером, а в 1979 году был принят в члены партии.
С 1983 по 1985 год Караманлис параллельно учёбе в США преподавал историю дипломатии, корпоративное право и политологию в частном колледже Дери (Deree College) в Афинах. В 1986 году Караманлис был избран президентом Движения за разоружение, мир и безопасность в Европе (KIPAEA) и греческого центра за европейскую интеграцию «Europe 92». С 1984 по 1989 год работал юристом, его статьи публиковались в еженедельном журнале Oikonomikos Tachydromos.
В 1989 году Караманлис впервые получил место в парламенте Греции от «Новой демократии», победив на выборах в первом избирательном округе города Салоники. Он вошёл в парламентский совет партии и стал секретарем её отдела политического планирования. В 1994 году Караманлис вошёл в центральный комитет партии, а 21 марта 1997 года был избран главой «Новой демократии» на её IV конгрессе.
В 1999 и 2002 годах Караманлис дважды избирался на пост вице-президента Европейской народной партии (European People’s Party), в которую в рамках Христианско-демократического интернационала входила «Новая демократия», кроме того, в июне 2002 года он был избран вице-председателем Международного союза демократов (International Democrat Union). В 2003 году он был назначен главой Юго-восточного европейского форума (Southeast European Forum), ежегодно проводившегося в греческом городе Салоники.
7 марта 2004 года партия Караманлиса одержала победу на выборах над социалистами (партией Всегреческое социалистическое движение (ПАСОК)), набрав 45,36 процента голосов и обеспечив себе 164 из 300 мест в парламенте, вновь придя к власти спустя 11 лет. Караманлис стал самым молодым в истории Греции премьер-министром и министром культуры и спорта.
После прихода к власти Караманлис в качестве премьер-министра и министра культуры и спорта курировал проведение XXVIII Летних Олимпийских игр в Афинах. Караманлис оставил пост министра культуры и спорта Георгису Вулгаракису (Georgios Voulgarakis) в 2006 году.
Караманлис приступил к активным реформам экономики страны, направленным на исполнение директив Евросоюза. Были ускорены темпы приватизации, уменьшены дефицит бюджета и безработица (с 11,3 процента в 2004 до 7,7 процента в мае 2007 года). Однако его реформы, в особенности реформа образования, подразумевавшая приватизацию высших учебных заведений и повышение требований к дипломам, подвергались резкой критике и неоднократно вызывали уличные протесты. Во внешней политике Караманлис выступал за улучшение отношений с Турцией, в частности в отношении Северного Кипра. Караманлис поддержал присоединение Турции к Евросоюзу и стал первым за 49 лет греческим премьер-министром, который посетил Турцию.
Несмотря на политический кризис, связанный с критикой действий правительства в борьбе с лесными пожарами в августе 2007 года, в сентябре «Новая демократия» снова одержала победу на парламентских выборах, набрав 42 процента голосов и заняв 152 места в парламенте. Караманлис был переизбран на второй срок.
Ещё до победы на выборах 2004 года Караманлис заявил о том, что готов бороться с коррупцией в стране. Однако осенью 2008 года в разгар мирового экономического кризиса вспыхнул скандал, связанный с известием о том, что высшие должностные лица в правительстве Караманлиса были уличены в коррупции и растрате сотен миллионов евро при махинациях с землёй накануне проведения Олимпийских игр в 2004 году.
В декабре 2008 года в Греции вспыхнули беспорядки. Их спровоцировала гибель 15-летнего школьника Александроса Григоропулоса, которого, по сообщениям очевидцев, застрелил полицейский, однако власти утверждали, что пуля попала в школьника случайно, рикошетом. В ответ на это молодёжь, в основном из анархистских организаций, устроила столкновения с полицией в Афинах, Салониках и других городах: эти столкновения сопровождались поджогами и ограблениями магазинов, были атакованы посольства Греции за рубежом. Международные правозащитные организации отмечали жестокость подавления этих протестов полицией. Караманлис назвал зачинщиков беспорядков «врагам демократии» и пообещал жертвам погромов возместить ущерб компенсациями размером от 10 до 200 тысяч евро.
Позже студентов поддержали представители профсоюзов, которые потребовали повышения зарплат и пенсий, а также греческие коммунисты и социалисты, назвавшие действия правительства по преодолению последствий мирового финансового кризиса в Греции неадекватными. По их мнению, правительство Караманлиса утратило контроль за ситуацией в государстве и должно подать в отставку. Была объявлена всеобщая забастовка, опросы общественного мнения также показали рекордно низкие рейтинги поддержки Караманлиса (менее 35 процентов), однако глава правительства предложение коммунистов проигнорировал и в отставку уйти отказался.
Несмотря на то, что «Новая демократия» сохраняла большинство в парламенте, ей не хватало голосов для проведения структурных реформ по сокращению дефицита бюджета и повышению конкурентоспособности, о которых Караманлис договорился с Европейской комиссией. Также в стране задерживалось выделение средств на пенсии и прочие социальные нужды, а в конце августа 2009 года правительство Караманлиса критиковали за то, что оно не смогло скоординировать усилия пожарных служб и быстро справиться с лесными пожарами, которые затронули восточные пригороды Афин. В связи с этим 2 сентября 2009 года Караманлис объявил о роспуске парламента и назначил досрочные выборы. Как показывали опросы общественного мнения, «Новая демократия» отставала от социалистов на 6 процентов голосов опрошенных, однако рейтинг оппозиции был меньше 40 процентов, и даже в случае победы социалистам могло не хватить парламентских мандатов для формирования однопартийного правительства.
4 сентября 2009 года в Греции прошли досрочные парламентские выборы. Несмотря на прогнозы, Всегреческое социалистическое движение во главе с Георгиосом Папандреу набрало около 44 процентов голосов против 34 — у «Новой демократии». Этого количества голосов оппозиции оказалось достаточно, чтобы сформировать однопартийное правительство. После того, как были обнародованы предварительные результаты голосования, Караманлис объявил о том, что уходит с поста главы «Новой демократии». 6 октября 2009 года Папандреу сменил его на посту премьер-министра Греции.
В связи с поражением «Новой демократии» на выборах Караманлис отказался и от лидерства в партии: 30 ноября 2009 года «Новую демократию» возглавил Антонис Самарас. При этом, однако, Караманлис продолжил работать депутатом греческого парламента.
Караманлис женат на Анастасии «Наташе» Пазайти. Они поженились в 1998 году, по образованию Анастасия — врач, она известна своей благотворительной деятельностью. У супругов есть дети-двойняшки 2003 года рождения: сын Александрос (Alexandros) и дочь Алики (Aliki). Караманлис интересуется историей, занимается плаванием. Кроме греческого он свободно владеет английским, французским и немецким языками.